# Tử Chi
Tử Chi (chữ Hán: 子之; trị vì: 317 TCN-314 TCN), là vị vua thứ 39 hoặc 40 của nước Yên thời Chiến Quốc trong lịch sử Trung Quốc.

## Được nhường ngôi
Tử Chi là người nước Yên. Ông được sử sách đề cập từ thời Yên vương Khoái, được phong làm tướng quốc, điều hành việc triều chính.
Sau một thời gian, Yên vương Khoái tuổi cao, nhận thấy tài năng của mình không bằng Tử Chi, và nghe theo lời khuyên của Lộc Mao Thọ, quyết định nhường ngôi vua cho Tử Chi.
Năm 317 TCN, Yên Khoái trao ấn, làm lễ nhường ngôi vua cho Tử Chi. Tử Chi nhận ngôi vua của Yên Khoái, từ đó cai trị nước Yên.

## Thất bại và bị giết
Việc Tử Chi lên ngôi khiến người trong nước Yên bất bình. Năm 314 TCN, thái tử Cơ Bình cùng tướng quân Thị Bị không thần phục Tử Chi, tập hợp dân chúng nổi dậy chống lại Tử Chi, kéo đến đánh kinh thành. Hai bên đánh nhau nhiều ngày, hàng vạn người bị chết, trong nước đại loạn. Tử Chi đánh bại và giết chết Thị Bị, thái tử Bình bỏ trốn.
Nhân lúc nước Yên có loạn, Tề Mẫn vương sai Khuông Chương mang quân đánh nước Yên, công phá thành trì. Người dân nước Yên vì bất bình với Tử Chi nên không ủng hộ ông, các sĩ tốt không chiến đấu, không đóng cửa thành kháng cự quân Tề. Quân Tề đại thắng, tiến thẳng vào kinh đô. Yên Khoái bị sát hại, Tử Chi bỏ trốn nhưng rồi bị quân Tề bắt và xử lăng trì.
Tử Chi ở ngôi được 3 năm thì bị giết. Người nước Yên lập thái tử Bình lên làm vua, tức là Yên Chiêu vương.